# La Femme du Vème
Pour plus de détails, voir Fiche technique et Distribution.
La Femme du Vème est un film franco-britannico-polonais réalisé par Paweł Pawlikowski, et sorti en 2011.
Il s'agit de l'adaptation du roman La Femme du Ve de Douglas Kennedy, publié en 2007.

## Synopsis
Tom, un écrivain américain en instance de divorce, débarque à Paris pour voir sa fille. Alors qu'il s'endort dans un bus, on lui vole ses bagages et son argent. Il trouve refuge chez Sezer qui tient un hôtel. 

## Fiche technique
- Titre : La Femme du Vème
- Titre polonais : Kobieta z piątej dzielnicy
- Titre international : The Woman in the Fifth
- Réalisation : Paweł Pawlikowski
- Scénario : Paweł Pawlikowski, d'après le roman La Femme du Ve de Douglas Kennedy
- Distribution :  France : Haut et Court
- Musique : Max de Wardener et Sylvain Morizet
- Pays d'origine :  France,  Royaume-Uni,  Pologne
- Genre : thriller
- Durée : 85 minutes
- Date de sortie : 
  -  France : 16 novembre 2011
  -  Pologne : 28 septembre 2012[2]

## Distribution
- Ethan Hawke : Tom Ricks
- Kristin Scott Thomas : Margit
- Joanna Kulig : Ania
- Samir Guesmi : Sezer
- Delphine Chuillot : Nathalie
- Julie Papillon : Chloé
- Geoffrey Carey : Laurent
- Mamadou Minté : Omar
- Mohamed Aroussi : Moussa
- Jean-Louis Cassarino : Dumont

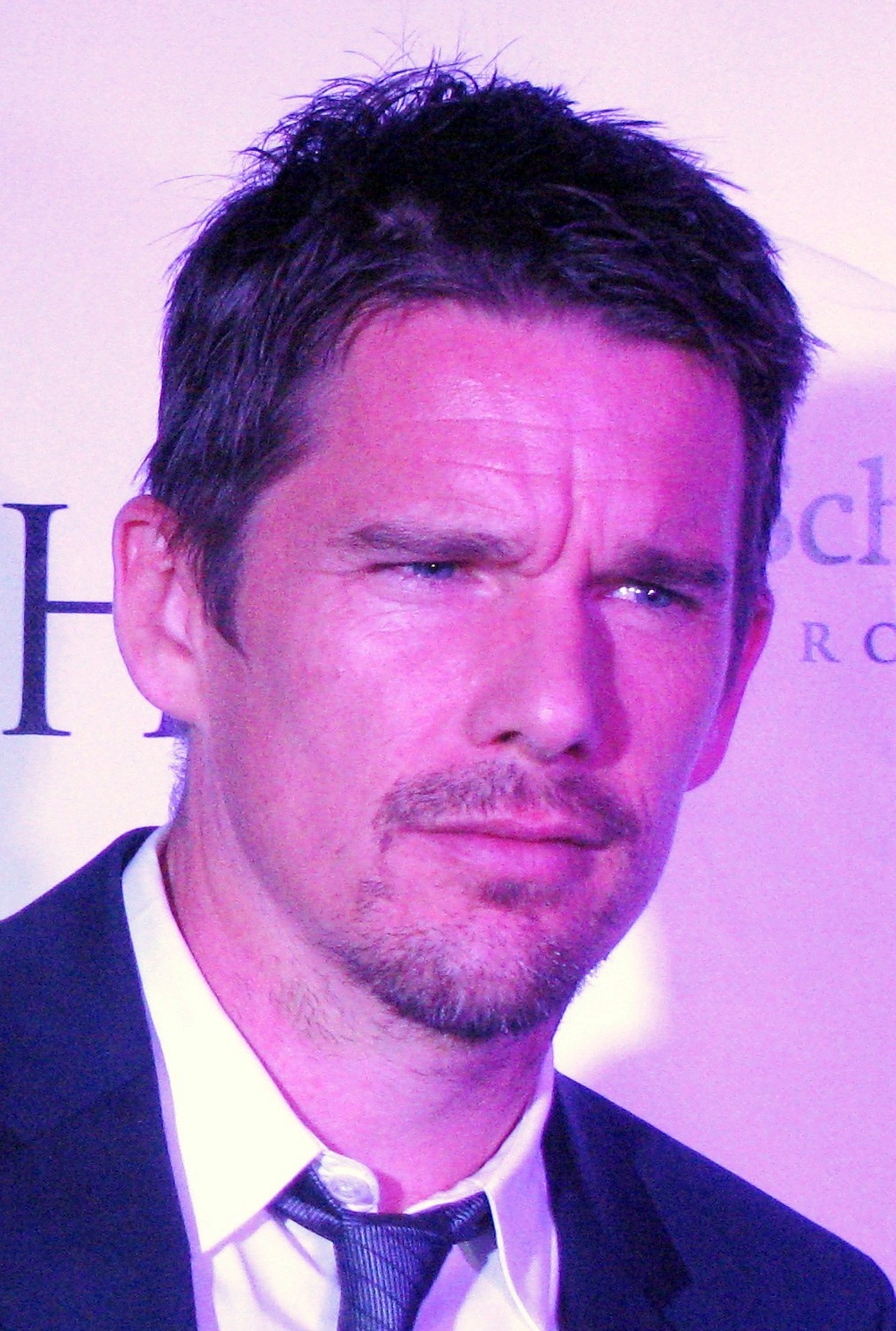
L'acteur principal Ethan Hawke à la première du film au TIFF 2011.

- Judith Burnett : Lorraine Lherbert
- Marcela Iacub : Isabella
- Wilfred Benaïche : Lieutenant de police Coutard
- Pierre Marcoux : l'avocat
- Rosine Favey : la traductrice
- Grégory Gadebois : Lieutenant de la brigade des mineurs